# 1-esene
L'1-esene è un composto organico avente formula C6H12. È un liquido incolore bassobollente.
Appartiene alla classe degli alcheni; in particolare è classificata industrialmente come alfa-olefina, indicando questo termine che il doppio legame è situato in posizione alfa, cosicché il composto possiede una elevata reattività e, di conseguenza, utili proprietà chimiche.
L'1-esene è un'alfa-olefina lineare di interesse per il settore industriale.

## Produzione
L'1-esene è comunemente prodotto mediante due strade: 1) processi in grande scala attraverso l'oligomerizzazione dell'etilene e 2) tecnologie specifiche per applicazioni particolari.
Una strada minore per l'ottenimento dell'1-esene, utilizzata commercialmente per piccole produzioni, è la disidratazione dell'1-esanolo.
Prima degli anni '70 del XX secolo, l'1-esene era prodotto anche mediante cracking termico delle cere. Eseni a catena interna lineare erano prodotti mediante clorurazione/deidroclorurazione delle paraffine lineari.
L'"oligomerizzazione dell'etilene" combina molecole di etilene per produrre alfa-olefine lineari a diverse lunghezze di catena con numero pari di atomi di carbonio. Questo processo porta all'ottenimento di un "insieme completo" di alfa-olefine. 
Lo Shell higher olefin process (SHOP) sfrutta questo procedimento.
Linde e SABIC hanno sviluppato la tecnologia α-SABLIN, che impiega l'oligomerizzazione dell'etilene per produrre il 21% di 1-esene. Anche CP Chemicals e Innovene dispongono di processi "full-range". 
Tipicamente, il contenuto di 1-esene varia da circa il 20% del processo Ethyl (Innovene) a circa il 12% dei processi CP Chemicals e Idemitsu.
Una via di fabbricazione on-purpose per la fabbricazione dell'1-esene che utilizza la trimerizzazione dell'etilene è stata impiegata nel Qatar nel 2003 dalla Chevron-Phillips. 
Un secondo impianto doveva essere avviato nel 2011 in Arabia Saudita ed un terzo è previsto che sia avviato nel 2014 negli Stati Uniti d'America.
Anche il processo Sasol è considerato come un processo on-purpose per l'ottenimento di 1-esene. Il Sasol impiega commercialmente la sintesi di Fischer-Tropsch per produrre combustibili liquidi da gas di sintesi ottenuto dal carbone.
La sintesi porta alla separazione e al recupero dell'1-esene dal combustibile liquido così ottenuto, in cui la concentrazione iniziale di 1-esene può arrivare al 60% in una distillazione frazionata, essendo la quota restante composta da vinilideni, olefine internamente lineari e ramificate, paraffine lineari e ramificate, alcoli, aldeidi, acidi carbossilici e composti aromatici.  
Si è dimostrato che è fattibile anche la trimerizzazione dell'etilene con catalizzatori omogenei.
La Lummus Technology ha recentemente sviluppato un nuovo procedimento on-purpose, in cui l'1-butene reagisce con sé stesso (“autometatesi” o “autodisproporzionamento”) per produrre 1-esene. 
Un'unità semi-commerciale utilizzante questo processo è stata in funzione a Tianjin a scopo dimostrativo.

## Impieghi e utilizzi
L'utilizzo primario dell'1-esene è come comonomero nella produzione del polietilene. nella produzione del polietilene ad alta densità (HDPE) e del polietilene lineare a bassa densità (LLDPE) si utilizzano, rispettivamente, circa il 2–4% e l'8–10% di 1-esene come comonomero.
Un altro uso significativo dell'1-esene è la produzione dell'aldeide lineare 1-eptanale mediante idroformilazione (oxo sintesi). L'1-eptanale può essere convertito nell'acido grasso a catena corta acido eptanoico o nell'alcole 1-eptanolo.